# سیارک ۱۷۸۰۶
سیارک ۱۷۸۰۶ (به انگلیسی: 17806 Adolfborn، نامگذاری:1998FO73) هفده هزار و هشتصد و ششمین سیارک کشف شده‌است که در ۳۱ مارس ۱۹۹۸ کشف شد.
قدر مطلق سیارک برابر ۱۴٫۸۰ است.